# Banque commerciale pour l'Europe du Nord - Eurobank
La Banque commerciale pour l'Europe du Nord – Eurobank, ou encore BCEN-Eurobank, était une banque contrôlée par l'URSS ayant son siège à Paris. Elle était propriété de la Gosbank, la banque nationale de l'Union soviétique.
Ses anciennes activités ont été transférées en 2017 à Francfort, pour être reprises par la VTB Bank.

## Historique

### Premières années

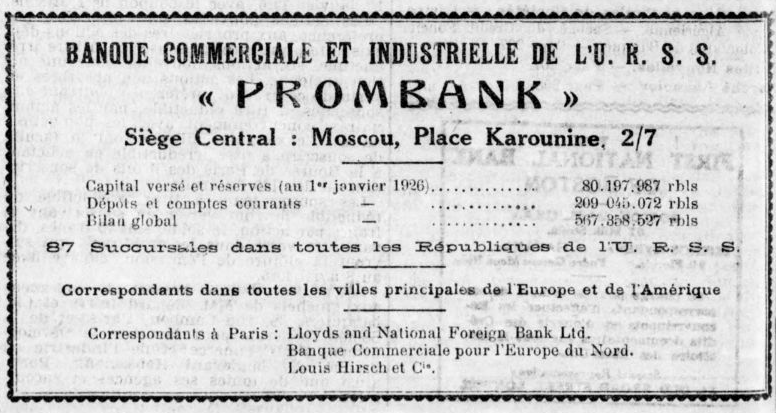
Publicité pour la « Prombank », publiée en 1926 et mentionnant la Banque commerciale pour l'Europe du Nord comme intermédiaire, parmi d'autres comme la banque de Louis Hirsch et la Lloyds and National Provincial Foreign Bank.

La banque est fondée en 1921 à Paris, elle sert au départ d'intermédiaire avec les détenteurs de comptes étrangers en France en ce qui concerne les opérations de change, et agit dans le cadre de toutes formes de transactions commerciales entre la France et des sociétés étrangères. Par l'intermédiaire de Leonid Krassine, elle s'efforce de rassembler une partie des fortunes des russes émigrés mais aussi des avoirs russes détenus à l'étranger. En 1922, Krassine délègue le cabinet d'avocat londonien Pinkerton pour dresser un bilan de ces avoirs (biens immobiliers, or, devises). En 1925, Krassine, qui tenta d'intervenir dans l'affaire de la Banque russo-asiatique, revend les parts qu'il détenait dans la banque au pouvoir bolchévique. En 1924, alors ambassadeur des Soviets en France, il parvient à rapatrier 225 millions de francs-or pour le gouvernement soviétique de la part de l'ancien agent militaire tsariste, le général de division Alexeï Alexeïevitch Ignatiev.
La banque, qui est le deuxième établissement soviétique présent à l'étranger, devient alors gestionnaire de divers comptes de correspondant auprès de banques occidentales pour garantir des lignes de crédit destinées à faciliter les importations soviétiques dans le pays dans lequel se trouve le compte du correspondant, lequel achetait des devises pour le compte de Moscou. Elle entretient des liens étroits avec la Moscow Narodny Bank Limited (en) (Московский народный банк), implantée à Londres et à Moscou dès 1919. 
Elle devient une Sovzagranbank (en russe, Совзагранбанк), une banque étrangère soviétique, et, même si elle est de droit français, et se comporte comme toutes les banques françaises, elle est rattachée à des institutions comme la Gosbank.
Lors de l'épisode dit de l'« or de Moscou » (1936), cette banque servit d'intermédiaire pour le transfert de sa valeur entre l'URSS et l'Espagne républicaine, sur ses comptes bancaires. Depuis Paris, les agents du Trésor et les diplomates paient les achats d'armes et de matériels acquis à Bruxelles, Prague, Varsovie, New York, Mexico, etc.

### Financement du PCF et de ses organisations de masse
Durant la Guerre froide, cette banque servait de banque de dépôt pour le Parti communiste français et ses organisations : ainsi, le PCF y disposait de 219 comptes et la CGT de 200 comptes, le tout avec plusieurs dizaines de millions de francs. Georges Gosnat principal trésorier du Parti en assurait la gestion. Une perquisition en 1952, ainsi que des fuites subséquentes, permit à la DST de dresser le schéma de ce système,.
Ces informations furent divulguées au public grâce à Jean Montaldo qui « fit les poubelles » de la banque, librement accessibles sur le trottoir devant son siège social et qui contenaient une partie des archives de la banque, accusation contestée par la banque.
En 1965, sur 265 employés de cette banque, seuls trois étaient des citoyens soviétiques (dont un faisait partie du conseil d'administration) ; en 1972, le nombre d'employés était passé à 300 personnes, le nombre de soviétiques n'a pas augmenté, tandis que le directeur de la banque était un citoyen français. L'actionnariat est à cette époque le suivant :  État soviétique : 48 % ; Vneshtorgbank : 21 % ; autres organisations soviétiques : 30 %.

### Autres
En 1999, l'AFPER, regroupant des détenteurs d'emprunts russes, demanda la saisie conservatoire des actions de cette banque détenues par la Banque centrale de la fédération de Russie.

### Fermeture
En mars 2017, VTB Bank France annonce la fermeture des comptes d'épargne,. Fin décembre 2017, elle cesse son activité. En février 2018 la banque est radiée du registre du commerce.
Le 31 décembre 2017, VTB Bank Europe est immatriculée à Francfort.

### Cadres
Parmi ses dirigeants, on peut citer :
- Dimitri Navachine, en poste à Paris à partir de 1925, victime supposée d'un assassinat politique de la part de l'OSARN, dite la « Cagoule », en 1937 ;
- Charles Hilsum, jusqu'en 1963,
- Guy de Boysson[14]
- Gilles Peillon (1928-2007), directeur général et père du ministre Vincent Peillon[15].

### Adresses parisiennes
- 5 boulevard des Italiens (1921-1930)
- 26 avenue de l'Opéra (1931-1940)[16]
- 21 rue de l'Arcade (1946-1965)
- 79-81 boulevard Haussmann